# Serrat de la Curna
El Serrat de la Curna és una serra situada entre els municipis de Montferrer i Castellbò i de Ribera d'Urgellet a la comarca de l'Alt Urgell, amb una elevació màxima de 1.454 metres.